# San José Obrero
San José Obrero ist eine Ortschaft im Departamento Santa Cruz im Tiefland des südamerikanischen Anden-Staates Bolivien.

## Lage im Nahraum
San José Obrero ist die viertgrößte Ortschaft des Municipio San Javier in der Provinz Ñuflo de Chávez. Die Gemeinde liegt auf einer Höhe von 547 m zwischen der Stadt San Javier und dem drei Kilometer westlich gelegenen Höhenzug der Serranía San Lorenzo, die in nord-südlicher Richtung verläuft und Höhen von bis zu 900 Metern erreicht.

## Geographie
San José Obrero liegt im bolivianischen Tiefland in der Region Chiquitanía, einer in weiten Regionen noch wenig besiedelten Landschaft zwischen Santa Cruz und der brasilianischen Grenze.
Das Klima der Region ist ein semi-humides Klima der warmen Subtropen. Die monatlichen Durchschnittstemperaturen schwanken im Jahresverlauf nur geringfügig zwischen 20 °C in den Wintermonaten Juni und Juli mit kräftigen kalten Südwinden und etwa 25 °C von Oktober bis Februar (siehe Klimadiagramm San Javier).
Die jährliche Niederschlagsmenge liegt im langjährigen Mittel bei etwa 1000 mm, die vor allem in der Feuchtezeit von November bis März fällt, während die ariden Monate von Juni bis September Monatswerte zwischen 25 und 50 mm aufweisen.

## Verkehrsnetz
San José Obrero liegt in einer Entfernung von 180 Straßenkilometern nordöstlich von Santa Cruz, der Hauptstadt des Departamentos.
Von Santa Cruz aus führt die asphaltierte Nationalstraße Ruta 4 über 57 Kilometer in nördlicher Richtung über Warnes nach Montero. Hier trifft sie auf die Ruta 10, die in östlicher Richtung über San Ramón nach weiteren 114 Kilometern San Javier erreicht. Am westlichen Ortseingang von San Javier zweigt eine unbefestigte Landstraße in westlicher Richtung ab und erreicht San José Obrero nach sieben Kilometern.
Von San Javier aus führt die Ruta 10 weiter in östlicher Richtung nach Concepción, Santa Rosa de Roca und San Ignacio de Velasco und entlang der brasilianischen Grenze über San Vicente de la Frontera bis nach San Matías.

## Bevölkerung
Die Einwohnerzahl der Ortschaft ist im zurückliegenden Jahrzehnt um mehr als die Hälfte angestiegen:
| Jahr | Einwohner | Quelle       |
| ---- | --------- | ------------ |
| 1992 | .         | keine Daten  |
| 2001 | 485       | Volkszählung |
| 2012 | 158       | Volkszählung |